# ناثان مايو
ناثان مايو (بالإنجليزية: Nathan Mayo)‏ هو سياسي أمريكي، ولد في 1 ديسمبر 1876 في الولايات المتحدة، وتوفي في 14 أبريل 1960 في الولايات المتحدة. حزبياً، نشط في الحزب الديمقراطي. وقد انتخب عضو مجلس ولاية فلوريدا.